# Francisco-Javier Lozano
Francisco-Javier Lozano Sebastián (Villaverde de Íscar, 28 novembre 1943) è un arcivescovo cattolico e diplomatico spagnolo, dal 5 dicembre 2015 Nunzio apostolico emerito in Romania e Moldavia.

## Biografia
Monsignor Francisco-Javier Lozano Sebastián è nato a Villaverde de Íscar il 28 novembre 1943 in una famiglia di agricoltori.

### Formazione e ministero sacerdotale
Dopo aver iniziato gli studi universitari, nell'ottobre del 1959 è entrato nel seminario maggiore di Siviglia dove ha studiato latino e di filosofia. Quattro anni più tardi è passato alla Pontificia Università di Salamanca dove ha conseguito il baccalaureato in teologia nel 1965. Nel 1967 ha conseguito la licenza sacra teologia presso la Pontificia Università Gregoriana di Roma, quale alunno del Pontificio collegio spagnolo di San Giuseppe.
Il 19 marzo 1968 è stato ordinato presbitero per l'arcidiocesi di Siviglia dal cardinale Antonio Samorè. Successivamente ha frequentato il biennio di teologia morale presso all'Accademia alfonsiana dove ha discusso la sua tesi di dottorato nel marzo del 1974 con una tesi intitolata San Isidro de Sevilla. Un estudio sobre el pecado y la conversión (Sant'Isidoro di Siviglia. Uno studio sul peccato e la conversione) quale alunno post-graduato del Centro di Studi Superiori della Chiesa Nazionale Spagnola di Montserrat a Roma.
Rientrato in patria è stato nominato docente di teologia morale nel Centro di Studi Teologici di Siviglia. Nel 1973 è stato chiamato a Roma per prepararsi al servizio diplomatico della Santa Sede nella Pontificia accademia ecclesiastica. Nel novembre del 1974 ha presentato la sua tesi di dottorato in filosofia alla Pontificia università "San Tommaso d'Aquino" e nel maggio del 1977 ha difeso la tesi di dottorato in diritto canonico presso la Pontificia Università Lateranense di Roma. Oltre ad altri titoli accademici ha quello di professore di EGB (Università statale di Siviglia, Spagna), Licenza in Filosofia (Università statale di Valencia, Spagna), Diploma in Biblioteconomia (Biblioteca Apostolica Vaticana).
Nel marzo del 1976 è stato nominato segretario della nunziatura apostolica a Lagos, in Nigeria. Ha svolto, in seguito, il ruolo di segretario e poi consigliere di nunziatura nelle seguenti rappresentanze pontificie: delegazione apostolica di Pretoria, in Sudafrica, nunziatura apostolica ad Harare, nello Zimbabwe, nunziatura apostolica a Belgrado, in Jugoslavia e nunziatura apostolica in Guatemala. Nel 1984 è stato nominato capo della sezione America latina-Spagna della Segreteria di Stato della Santa Sede.

### Ministero episcopale
Il 9 luglio 1994 papa Giovanni Paolo II lo ha nominato arcivescovo titolare di Penafiel e nunzio apostolico in Tanzania. Ha ricevuto l'ordinazione episcopale il 25 dello stesso mese, solennità di san Giacomo apostolo, patrono di Spagna, nella basilica di San Pietro in Vaticano dal cardinale Angelo Sodano, Segretario di Stato di Sua Santità, coconsacranti l'arcivescovo Josip Uhač, segretario della Congregazione per l'evangelizzazione dei popoli, e l'arcivescovo metropolita di Siviglia Carlos Amigo Vallejo.
Il 20 marzo del 1999 è stato trasferito dalla nunziatura Apostolica di Dar-es-Salaam a quella nella Repubblica democratica del Congo a Kinshasa dove è rimasto quale capo missione fino al 2001, durante la Seconda guerra del Congo, la più grande guerra della storia recente dell'Africa, che ha coinvolto 8 nazioni di questo continente e circa 25 gruppi armati, tanto da essere definita anche Guerra Mondiale Africana. In questo periodo, descriveva la violenza come "una esplosione di ingiustificata follia". Durante tale drammatica situazione, quando i cristiani della città frontaliera di Bukavu affermavano che l'unico punto in comune tra ruandesi e ugandesi era il loro attacco contro la Chiesa cattolica, Lozano sottolineava che il motivo di tanta violenza contro la Chiesa è che quest'ultima costituiva l'unica entità che dava coesione ad un paese devastato dalla guerra.
È poi rientrato in Segreteria di Stato quale Nunzio Apostolico a disposizione. Il 4 agosto 2003 il Santo Padre lo ha nominato nunzio apostolico in Croazia, dove si è impegnato per la sospensione delle leggi che tutelano l'aborto procurato. Vi è rimasto fino al 10 dicembre 2007 quando è stato inviato quale nunzio apostolico in Romania e in Moldavia.
Il 20 luglio 2015 papa Francesco ha accettato la sua rinuncia all'incarico. Nel 2016 diventa Cavaliere di Gran Croce dell'Ordine del Fedele Servizio, onorificenza che spetta a solo 120 civili e 30 militari.
Oltre alla lingua materna parla correntemente italiano, francese, tedesco, inglese, portoghese, serbo-croato, russo e romeno. È autore di diversi libri su temi teologici, filosofici e canonici e ha pubblicato numerosi articoli in riviste specializzate.

## Opere
- Divorcio y nuevo matrimonio, Editorial Verbo Divino, Estella (Navarra) 1971
- San Isidoro de Sevilla. Teología del pecado y la conversión. Burgos [Facoltà teologica della Spagna del Nord] 1976
- Elementos de filosofia moral e influencias delas filosofias antiguas en San Isidro de Sevilla. 1976
- La penitencia canónica en la España romano visigoda, Burgos [Facoltà teologica della Spagna del Nord] 1980
- San Isidoro y la filosofía clásica, Isidoriana Editorial, León, 1982
- María en el misterio de Cristo y de la Iglesia, Guatemala 1983

## Genealogia episcopale
La genealogia episcopale è:
- Cardinale Scipione Rebiba
- Cardinale Giulio Antonio Santori
- Cardinale Girolamo Bernerio, O.P.
- Arcivescovo Galeazzo Sanvitale
- Cardinale Ludovico Ludovisi
- Cardinale Luigi Caetani
- Cardinale Ulderico Carpegna
- Cardinale Paluzzo Paluzzi Altieri degli Albertoni
- Papa Benedetto XIII
- Papa Benedetto XIV
- Papa Clemente XIII
- Cardinale Marcantonio Colonna
- Cardinale Giacinto Sigismondo Gerdil, B.
- Cardinale Giulio Maria della Somaglia
- Cardinale Carlo Odescalchi, S.I.
- Vescovo Eugène de Mazenod, O.M.I.
- Cardinale Joseph Hippolyte Guibert, O.M.I.
- Cardinale François-Marie-Benjamin Richard de la Vergne
- Cardinale Pietro Gasparri
- Cardinale Clemente Micara
- Cardinale Antonio Samorè
- Cardinale Angelo Sodano
- Arcivescovo Francisco-Javier Lozano Sebastián